# Thorndale (métro de Chicago)
Pour les articles homonymes, voir Thorndale.
Thorndale est une station aérienne de la ligne rouge du métro de Chicago située dans le quartier d'Edgewater dans le nord de Chicago.

## Description
Ouverte en 1915 par la Northwestern Elevated avant d’être reconstruite en 1921 sur un remblai. C’est une des rares stations qui n’existait pas sur le réseau de la Chicago, Milwaukee & St Paul Railroad et qui fut rajoutée après l’électrification et la mise en place du nouveau réseau de la Northwestern Elevated.
Depuis sa reconstruction, elle a très peu changé, elle fut rénovée dans les années 1970 date à laquelle elle perdit ses éléments d’origine remplacés aujourd’hui par des éléments utilitaires et visibles dans les autres stations du ‘L’.
En 2006, les plaques de signalisation au nom de la station furent remplacées en accord avec la nouvelle signalétique de la ligne rouge. 
Thorndale est ouverte 24h/24 et 900 202 passagers y ont transité en 2008.

## Correspondances
Avec les bus de la Chicago Transit Authority :
- #36 Broadway
- #136 Sheridan/LaSalle Express

## Dessertes
| Nord/Ouest            |  |             |  | Sud/Est                      |
| --------------------- |  | ----------- |  | ---------------------------- |
| Granville vers Howard |  | ligne rouge |  | Bryn Mawr vers 95th/Dan Ryan |
| modifier sur Wikidata |  |             |  |                              |